# The Secret
The Secret este un film documentar produs de către compania Prime Time Productions, ce are la bază o serie de interviuri și informații legate de „Legea atracției” (Gândirea Nouă). Filmul și cartea omonimă din aceeași serie ce are drept subiect aceeași temă ca și filmul, au atras interesul personalităților precum Oprah Winfrey, Ellen DeGeneres și Larry King dar și a presei. Filmul are ca sursă de inspirație cartea The Science of Getting Rich de Wallace D. Wattles din 1910. Filmul se poate găsi în format DVD și online (prin streaming media).

## Sinopsis
„The Secret” are ca scop, înțelegerea legii atracției acesta fiind un film documentar. Legea atracției este, de fapt, secretul din film, care după cele spuse la începutul filmului „a fost cercetat timp de mai multe secole”. Filmul cuprinde descrierea experiențelor avute de diverse persoane dar și interviuri luate de specialiști în domeniu. După cum este descris în film, principiul „Legii atracției” constă în principal în faptul că atât gândurile cât și sentimente atrag diverse evenimente ce rezultă din interacțiunile universului cu temerile fizice, profesionale și emoționale. Filmul descrie modalitățile prin care omul poate obține succesul în diverse domenii.